# Antotipo

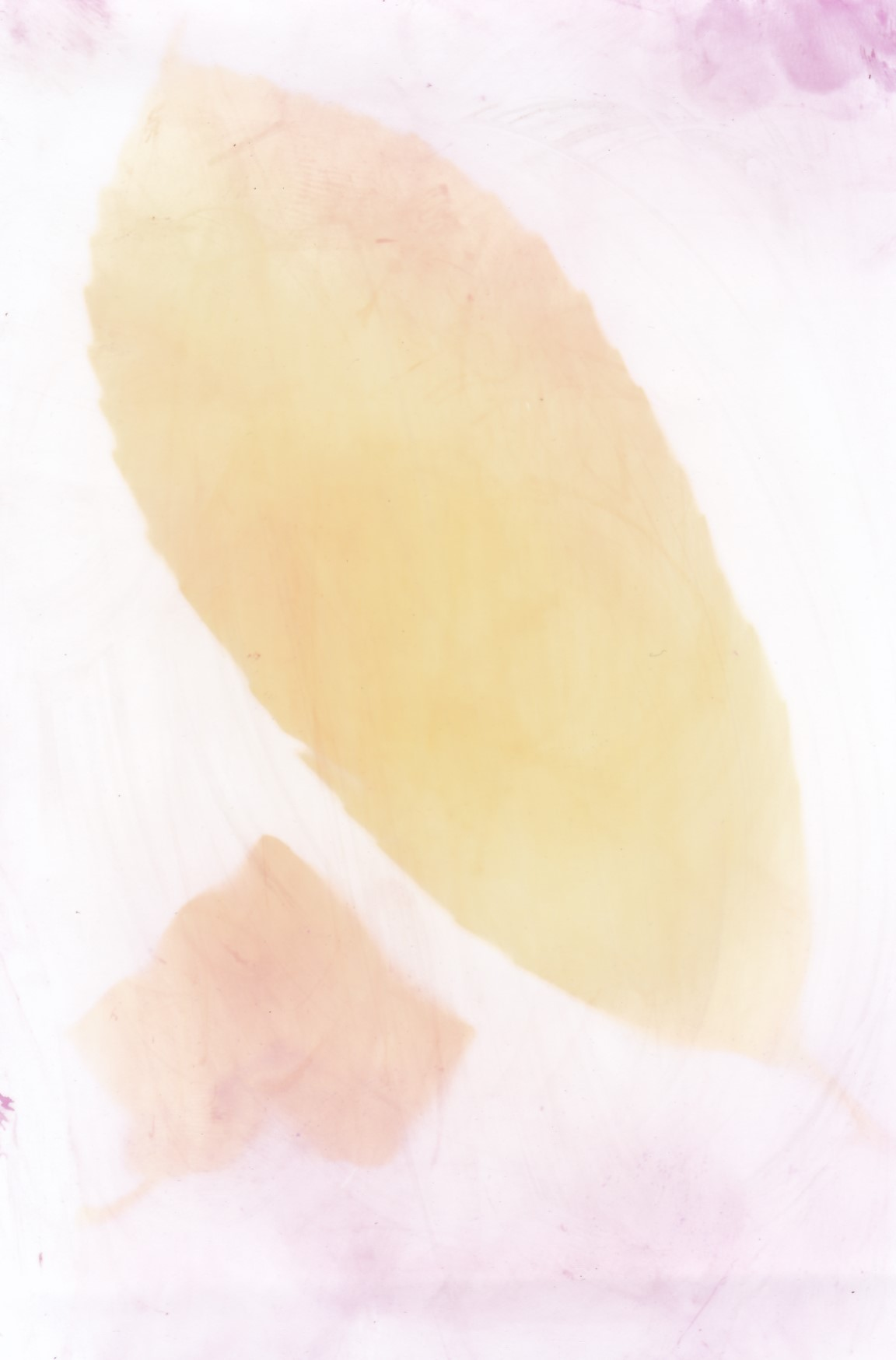
Hoja de rododendro y hoja de hiedra encima de papel fotográfico para impresoras, sensibilizado con zumo de remolacha. 10x15 cm

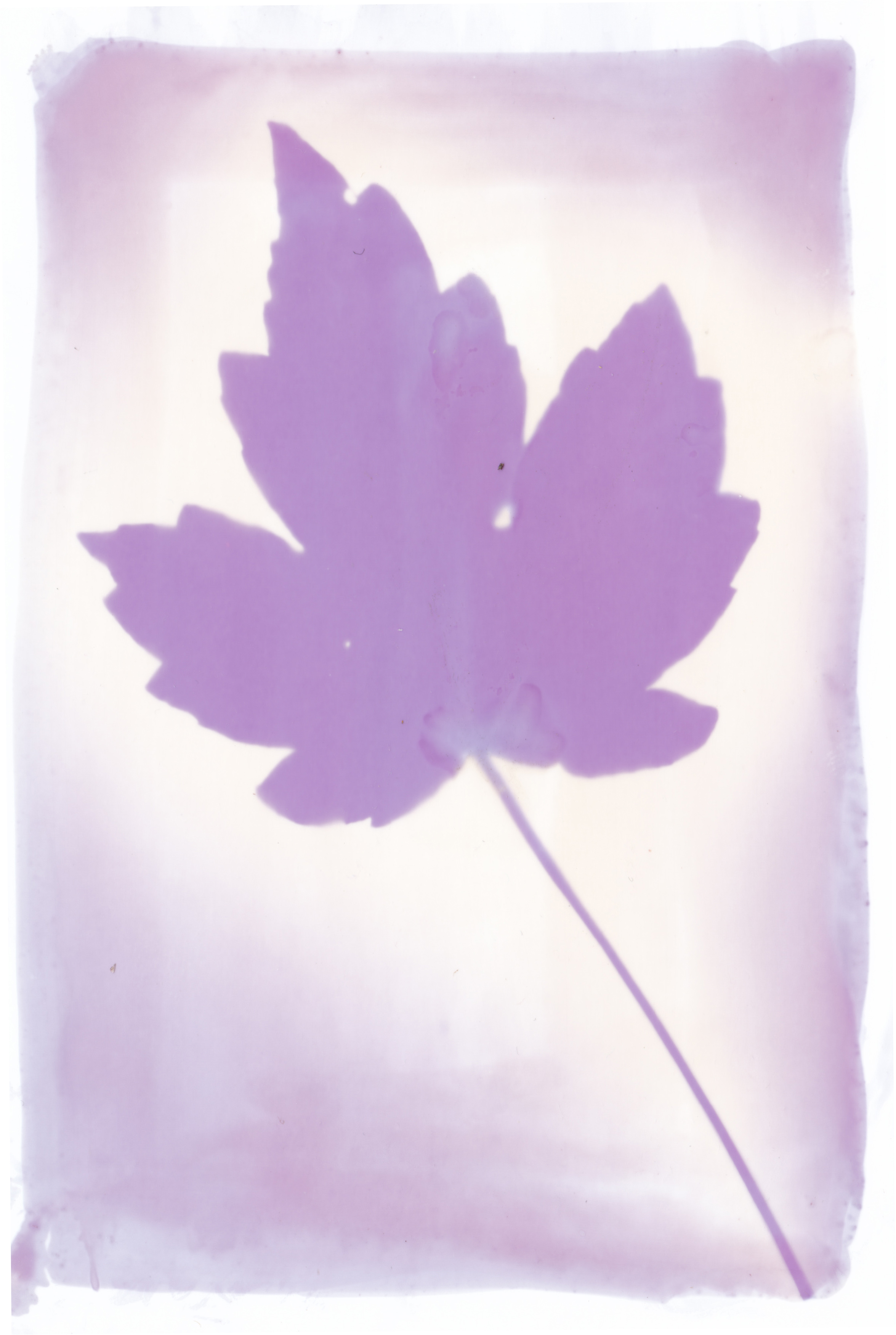
Hoja de arce, antotipo realizado con zumo de cereza ácida, exponiendo la superficie sensibilizada 2 h en un mediodía de verano

Un antotipo es una imagen creada utilizando material fotosensible de plantas. Este  proceso fue inventado por John Herschel en 1842. Se elabora una emulsión con pétalos de flor triturados o cualquier otra planta fotosensible, fruta o vegetal. Se cubre una hoja de papel con la emulsión. Una vez seco el papel, se coloca algún objeto, por ejemplo hojas o una foto transparente (un negativo para positivizarlo) sobre el papel y se expone al sol hasta que la parte no cubierta por el material está blanqueada por los rayos de sol. En las zonas cubiertas se conserva el color (más o menos según cómo el material impide que pase la luz a través de él) y el papel queda sensible contra tales rayos.

## Historia
Las propiedades fotosensibles de plantas y vegetales han sido conocidas durante siglos. Entre muchas observaciones tempranas los experimentos de Henri August Vogel en París son de interés particular. En 1816 descubrió un tinte alcohólico rojo proveniente de claveles rojos, violetas o amapola de maíz que detrás de un vaso azul se volvía blanco en unos cuantos días, mientras que detrás de un vaso rojo no se producía ningún cambio después del mismo período de tiempo. En algodón y papel coloreados con este tinte se producía el mismo efecto.
Más tarde, en el mismo siglo, Herschel intentó  inventar un proceso de color,  probando varias emulsiones de flores y plantas y publicó sus hallazgos. Su búsqueda resultó en el proceso del antotipo. Su búsqueda de realizar imágenes fotográficas con flores fue limitada y fue finalmente abandonada debido a que ninguna aplicación comercial era factible de un proceso que toma días para producir una imagen. El proceso continuó siendo nombrado en literatura fotográfica de la época pero probablemente se utilizó poco.
Con el tiempo el proceso ha ganado una engañosa reputación por ser sencillamente demasiado poco práctico. La permanencia de la imagen ha sido cuestionada hasta el día de hoy pero este problema parece estar mayoritariamente relacionado con la elección de la flor o materia vegetal.

## Funcionamiento
From an examination of the researches of Sir John Herschel on the coloring matter of plants, it will be seen that the action of the sun's rays is to destroy the color, effecting a sort of chromatic analysis, in which two distinct elements of color are separated, by destroying the one and leaving the other. The action is confined within the visible spectrum, and thus a broad distinction is exhibited between the action of the sun's rays on vegetable juices and on argentine compounds, the latter being most sensibly affected by the invisible rays beyond the violet. 
It may also be observed, that the rays effective in destroying a given tint, are in a great many cases, those whose union produces a color complementary to the tint destroyed, or, at least, one belonging to that class of colors to which such complementary tint may be preferred. For instance, yellows tending towards orange are destroyed with more energy by the blue rays; blues by the red, orange and yellow rays; purples and pinks by yellow and green rays.
A partir de un examen de las investigaciones de Sir John Herschel sobre la materia colorante de las plantas, se verá que la acción de los rayos solares es destruir el color, efectuando una especie de análisis cromático, en el que dos elementos distintos del color se separan, destruyendo el uno y dejando el otro. La acción está confinada dentro del espectro visible, y por lo tanto se exhibe una amplia distinción entre la acción de los rayos del sol sobre los jugos de vegetales y sobre  argentina compuestos, siendo esta última muy sensiblemente afectada por los rayos invisibles más allá de la violeta.
También se puede observar que los rayos efectivos para destruir un tinte dado son, en muchos casos, aquellos cuya unión produce un color complementario al tinte destruido o, al menos, uno que pertenece a esa clase de colores a los cuales puede preferirse tinte complementario. Por ejemplo, los amarillos que tienden hacia el naranja son destruidos con más energía por los rayos azules; los azules por los rayos rojos, naranjas y amarillos; los púrpuras y rosas por rayos amarillos y verdes.
Henry H. Snelling

## Otras flores sugeridas
Henry H. Snelling escribe basándose en su búsqueda: "La Viola odorata... dota el alcohol de un rico color azul, el cual  transmite en grande perfección al papel. Senecio Splendens... cede un bonito color al papel."
Bingham, citado por John Herschel, recomienda la flor de Corchorus japonicus (yute japonés) para un "buen color amarillo" que "a exposición al sol,  es en aproximadamente media hora bastante blanco".